# Леонкін Дмитро Максимович
Дмитро́ Макси́мович Лео́нкін (16 грудня 1928, Мис Доброї Надії, Рязанська область, Росія — 1980, Львів) — радянський гімнаст, олімпійський чемпіон.
Тренувався в Спортивному клубі армії у Львові. На Олімпіаді в Гельсінкі, виступаючи в складі збірної СРСР з гімнастики, здобув золоту олімпійську медаль в командному заліку і бронзову медаль у вправах на кільцях.